# Matt Fradd
Matthew Fradd (10 giugno 1983) è uno scrittore e apologeta cattolico australiano naturalizzato statunitense.
Scrittore di libri sulla fede cattolica, egli è curatore del podcast, nonché canale YouTube di Pints With Aquinas, che è incentrato sulla fede cattolica, sulla teologia e sulla vita cristiana.

## Biografia
Fradd è nato il 10 giugno 1983 in Australia, nei pressi di Sydney. Ha conseguito la laurea triennale ed il master in filosofia presso l'Holy Apostles College. Si è convertito al cattolicesimo durante la Giornata Mondiale della Gioventù a Roma nel 2000.

### Pints With Aquinas
Il 29 marzo 2016, Fradd ha lanciato Pints With Aquinas, un podcast cattolico di discussione approfondita basato sugli scritti di Tommaso d'Aquino.
Fradd ha ospitato molte personalità influenti sia nella Chiesa cattolica sia al di fuori di essa, tra cui: Trent Horn, Mike Schmitz, il vescovo Robert Barron, Jimmy Akin, Mark Wahlberg, Jordan Peterson e numerosi altri.
Egli tiene costantemente conferenze riguardo ai pericoli della pornografia e riguardo allo stile di vita cattolico.

## Vita privata
Fradd ha sposato sua moglie, Cameron, il 12 agosto 2006. Insieme hanno quattro figli. Attualmente, Fradd e la sua famiglia frequentano la Messa cattolica di rito bizantino.
Nel 2024, Fradd e la sua famiglia si sono trasferiti da Steubenville (Ohio) alla Florida.